# Laricifomes
Laricifomes là chi nấm thuộc họ Fomitopsidaceae. Các loại loài, Laricifomes officinalis, là các loài đơn trong chi.